# 中国足球运动
足球運動最早起源于中国，现代足球运动則在19世纪后期由歐洲传入，足球是中國最受欢迎的体育运动项目之一。

## 早期歷史

### 古代
足球的最早起源地為中国，中国古代的蹴鞠就是现今足球运动的雏形，並且於2004年獲得国际足联的确认。

#### 戰國時代
戰國時代，蹴鞠已經是中國民間的一項熱門運動，特別是在城市里最受歡迎。根據《史記·蘇秦列傳》記載，當時著名的外交人士蘇秦到齊國游說齊宣王時，他看見都城臨里是這樣的一種場景︰「臨甚富而實，其民無不吹竽鼓瑟，彈琴擊築，斗雞走狗，六博蹋鞠者。」（大意為：齊國都城的居民都過著小康生活，幸福指數很高，社會和諧，人人都在吹拉彈唱，鬥雞的、遛狗的、下棋的、踢球的……）

#### 漢朝
漢代時期，由於劉邦喜好蹴鞠，在他成為皇帝以後，促進了蹴鞠成為西漢時期的全國性體育運動，同時亦成為了西漢皇家的重要娛樂項目之一，而不再僅是往日只流行於草根階層。劉邦在皇宮範圍內，規劃了一座專業足球場，謂為鞠城。在劉邦的影響下，此後歷代漢朝皇帝，也包括太子黨在內的皇親及貴族等都喜歡蹴鞠此運動。劉徹踢蹴鞠時，令其文學侍從枚皋作《蹴鞠賦》助興。在漢朝時，蹴鞠被正式的列為漢朝軍人訓練項目之一，被軍事專家視之為兵家伎巧，是提高軍人體能的訓練手段。劉邦向《別錄》稱，「蹋鞠，兵勢也，所以練武士，知有材也，皆因嬉戲而講練之。」其中劉邦後人──漢武帝劉徹和漢成帝劉驁，更是資深球迷，又經常親自上球場切磋技術。至於劉驁踢蹴鞠的投入程度更是使到朝臣擔心其龍體的安康，後來勸說劉驁不再參與蹴鞠活動，而用名叫彈棋的室內娛樂項目替代之。漢武帝時代的悍將霍去病在遠征匈奴時，軍中曾經一度缺乏軍糧；霍去病於是在戰區上臨時劃了一塊場地，帶領士兵踢蹴鞠，以提起及振奮士氣。
在漢朝時，蹴鞠運動就已經有一套很成熟的規則。東漢文人李尤在《鞠城銘》中記載︰「圓鞠方牆，倣象陰陽，法月衡對，二六相當。」（大意為：場地四周築有圍牆，球場東西向，呈長方形，有6個球門）當時，球門僅是在地上挖一洞，球踢進洞中即得分。相應地，守門員各有6名；隊長亦有各一，另外雙方推舉出均認可的裁判員，要求裁判「不以親疏，不有阿私」；要求球員「端心平意，莫怨其非」。
三國時代，學習蹴鞠被當作為興國強兵的基礎本領。東晉史家虞預在《會稽典錄》中記載三國人的認識，「上以弓馬為務，家以蹴鞠為學。」時人並不是把踢球視為單純的體育運動，而是出于備戰的需要，需要認真地學習和訓練。

#### 唐朝
唐朝時期，馬球替代了足球成為軍隊中的首選軍事訓練項目，惟蹴鞠仍然被保留，而且在軍中繼續流行著。在唐代民間，蹴鞠為各階層人士所喜歡，包括詩人杜甫和李白都是高手。當時，出現了至少有五種踢法；漢代的六球門規則被放棄，出現了比較近乎現代的球門，時稱毬門。有的是一邊一個的雙毬門，向對方進攻；有的是單毬門，單毬門設立於球場中央，上面有一個門洞，誰踢進即得分。其中，唐代足球最大的亮點為女子足球的出現。由于唐朝經濟發達，開放自由，女性主動地接受外來的文化，參與過去男性才能夠參與的社會活動。唐人康駢在《劇談錄》有一則潘將軍失珠故事就提到了一位善於踢球的唐代女孩。大意為：當時她在街邊，正好有一位士兵將球誤踢到她身邊，她快速起腳將球踢了回去士兵之處，期間球飛高達幾丈，圍觀者都被其技術所驚。
女子足球水平當中，尤以宮中女性最高。當時唐朝皇宮中會定期舉行女子足球比賽，由皇帝觀席。王建在《宮詞》中提到「食內人長白打，庫中先散與金錢。」（大意為：在寒食節，宮中舉行女足比賽）。當時的男子與女子足球有所不同，女子足球的規則為白打場戶，亦即球場上不設立球門，人數不定。可以二人對競，稱為白打；亦可以以多人對賽，稱為場戶。除此之外，亦可以單人爭，稱為打毬。

#### 宋朝
在宋朝時，出現了足球俱樂部，名為齊雲社。此外，朝廷裏更有專業足球隊，水平遠高于民間的球隊，隊員稱為築球供奉。北宋時期，其對手為金國。當時金國亦很流行球類運動，一為馬球，二為足球。1127年發生靖康之難，當中金人將宋徽宗和宋欽宗兩位北宋皇帝、皇子、皇室及所有宮妃挾持走的同時，還另外特別挾持了12名球員，其中7名為馬球運動員，另外5名為足球運動員。

#### 古代足球
古代足球的比賽用球在不同時期亦有所改良，中國古代的足球最初為使用編織所製造的，到西漢時已經用上了以皮革製造的，內裡使用毛髮等物品塞實，使到其相當有彈性。晚唐時期，除了傳統的用球外，還有使用動物膀胱充氣後做成的氣毬，這種充氣用球與現代足球原理相似，惟耐用性比較差。

### 近代
现代足球运动则是在19世纪末期传入中国，最先在英國殖民地──英租威海衛及英屬香港，興起，香港更為亞洲最先建立職業足球聯賽（香港甲組足球聯賽）、足球會（香港足球會）及職業足球會（香港流浪足球會）的地方。其後，足球在上海、天津及青岛等地迅速發展，各自開辦聯賽及互相對賽的埠際比賽。

### 上海足球
1895年聖約翰書院成立了上海第一支足球隊，球員都是書院的學生，人稱「約翰辮子軍」。1902年聖約翰書院與南洋公學舉行了上海第一場足球賽。及後成立「華東校際足球聯賽」，共有8所學校參加，包括實力最強的聖約翰大學（今華東政法大學）、南洋大學（今交通大學）、滬江大學及暨南大學。中學則以南洋模範中學和徐匯中學最出色。
租界建立後，各國僑民、各大洋行和各國駐滬軍隊，紛紛組織足球隊開展比賽。1902年由外僑成立上海足球联合会（Shanghai Football Association），舉辦各級联赛及盃賽（包括国际杯、史考托杯及高级杯等）。规定每年10月至明年4月为足球季，主要的球队有：西商队、西捕队、腊克斯队、法商队、犹太队、葡商队、商团队，陶克工程会队和英国驻沪陆军和海军组成的球队。「国际杯」是按侨民国籍分别组队参加，英国分别组成英格兰、苏格兰、爱尔兰3支队伍。
上海與香港、天津及日本橫濱之間舉行定期的埠際大賽，沪港杯埠际赛始于1908年，旅居沪港两地的外国侨民草创了上海、香港埠际足球赛。1923年沪港杯赛首次有華人（梁玉堂、陈苏、陈光耀及朱广扬）代表香港上陣。
1924年成立由華人球隊組成的中華足球聯合會，華人球队乐群、共和、博爱等相继成立。1925年，梁玉堂、刘九和李惠堂等人离开香港到上海加盟乐华队（由乐群易名）。1926年當時上海已經有12家登記的俱樂部，球員約400人，地产商程贻泽组织的三育足球队被准予参加上海足球联合会甲组联赛，乐华队也获准参加史考托杯比赛，竟以4-1打敗老牌冠軍臘克斯隊，在復賽中才被當屆冠軍西商隊所敗。乐华队翌年更在西联甲组联赛和高級杯捧走两項冠軍，還獲得當屆「中華足球聯合會」所組織的甲組賽冠軍，夺得“大满贯”。從1924年成立中華足球聯合會，到1930年樂華隊解散，上海足球處於第一個高峰期。
西联会的赛场大多在上海跑马厅内或虹口公园内，其后曾设于中华运动场、申园跑狗场、逸园跑狗场等处，并收门票。西聯會直到1943年太平洋战争爆发，日军进入租界后才解散。
1931年成立的東華隊吸納了多名原樂華隊球員，繼續與洋人球隊對抗，多次獲得各類比賽的冠軍，一直到1952年才解散，是近代上海足球發展的第二個高峰期。

### 中國隊
早期代表中国参加国际比赛的球队主要參加地區性運動會為主，其球员也基本来自极少数经济和足球运动较发达的地区。以中国名义参加远东运动会的足球队的成绩如下：
- 第一屆（1913年马尼拉）：亞軍（只有中國及菲律賓兩隊角逐）
- 第二屆（1915年上海）：冠軍（同樣只有中國及菲律賓兩隊）
- 第三屆（1917年东京）：冠軍（中國、菲律賓及日本三隊）
- 第四屆（1919年马尼拉）：冠軍（再次只有中國及菲律賓兩隊）
- 第五屆（1921年上海）：冠軍（中國、菲律賓及日本三隊）
- 第六屆（1923年大阪）：冠軍（中國、菲律賓及日本三隊）
- 第七屆（1925年马尼拉）：冠軍（中國、菲律賓及日本三隊）
- 第八屆（1927年上海）：冠軍（中國、菲律賓及日本三隊）
- 第九屆（1930年东京）：冠軍（日本并列）（中國、菲律賓及日本三隊）
- 第十屆（1934年马尼拉）：冠軍（中國、菲律賓、荷属东印度群岛及日本四隊）

## 现代联赛

### 专业时期
在1994年之前，中国国内的足球队均为专业队，大多数由各地足球协会管理，名称也以各省市的地名为主。此外，中国还有相当数量的下属于不同国有事业单位的行业体协，比如铁道部下属的火车头队、军队下属的八一队、武警部队的前卫队等。

### 职业时期
1992年6月，中国足协在北京西郊的红山口召开了著名的“红山口会议”，确定将以职业化作为足球改革的突破口。职业化的主要动机是让各参赛球队脱离原有的政府行政体育机制，完全以商业化和市场化作为生存发展的手段。
红山口会议后，中国出现了第一批“足球俱乐部”，不过其中很多是并未完全脱离原地方体委的个体，比如北京国安、广州太阳神。直到1993年12月上海申花成立，中国才出现了完全脱离政府机制的职业足球俱乐部。 而与此相反，诸如辽宁队、八一队等原专业体制下的老牌劲旅，则多年内始终无法真正脱离原有政府行政关系，最终面临降级甚至解散的困境。
1994年，第一届职业化的甲A联赛开始。

### 中超成立
职业化的甲A联赛、甲B联赛一共进行了10年，2003年赛季结束后，改制为中国足球超级联赛和中国足球甲级联赛。中超成立的目的是希望仿照英格兰足球超级联赛等欧洲先例，由各职业联赛俱乐部自主管理和运营赛事，逐渐脱离中国足协的管理。中国足协转而负责各级国家队比赛、青少年运动员培养等任务，以及组织足协杯等其它赛事。
但是中超开赛的最初几年内，这种设想并不能充分实现，实际的中超联赛决策层仍然是中国足协的官员，在2008年武汉退出等重大事件上引起较多争议，始终是足球继续改革的主要话题之一。
赌博业曾大规模渗透到中国足球职业联赛，直到中国足坛反腐风暴后才得到遏制。
2020年12月14日，中国足协发布《关于各级职业联赛实行俱乐部名称非企业化变更的通知》，要求中華人民共和國各足球俱乐部名称不得含任何股东及关联方、实际控制人的字号、商号或品牌名称。
2025年1月23日，中国足球职业联赛联合会成立，自此开始负责中超、中甲、中乙联赛的组织和运营，但仍由中国足协监管。
当前中國国内足球联赛及主要盃賽有：
- 中国足球超级联赛
- 中国足球甲级联赛
- 中国足球乙级联赛
- 中国足協杯（2007年至2010暂停举办，於2011年恢复举办足协杯）

## 联赛及相关规定和问题

### 球队名称
在职业化之后，球队的主要收入改为由企业赞助，而俱乐部的名称则成为地名＋企业名称的形式，例如“大连实德俱乐部”，就是地名“大连”加赞助企业名“实德”。但同时俱乐部也可以出售球队的冠名权，此时球队全称就可以为地名 + 俱乐部名＋“足球俱乐部”＋球队名＋“队”，球队无冠名则在“足球俱乐部”后＋“队”，例如2007年青岛中能的全称为“青岛中能足球俱乐部国际工艺品城队”。
由于球队经营的需要，很多球队曾更换赞助商、主场经营者和冠名，球队的名字也随之变化，例如大连实德冠名大连海昌，陕西宝荣冠名陕西中新等等。但是名字的变化并不意味着俱乐部名字的变化，只是赞助冠名改变而已。2004年初开始，中国足协已经强制所有新注册的俱乐部名必须“中性”，即不能使用任何赞助企业的名称，但是对于冠名则无限制。 实际使用上，球队冠名被媒体普遍采纳，而俱乐部名称则往往被掩盖。有一部分球队为了应对中性规则，使用谐音注册，比如中邦集团投资的无锡中邦队，俱乐部的正式名称是“众邦”。俱乐部名称上较为特殊的球队是上海申花。申花原本是1993年至2001年期间投资球队的企业名称，2001年底前已经全面脱离球队，但是由于申花的知名度，这一名称被后来的投资者保留至今。

### 球员转会
中国足球从1993年职业化至2010年，一直奉行球员合同期满后30个月内仍然无法与其它球队签约的规定。这样的规定在1995年以前曾经是国际足坛的惯例，但是随着欧盟国家开始推行的博斯曼法案，当今世界只有美国、乌克兰等极少数国家的足球联赛使用类似的制度。2009年周海滨成功转会荷兰埃因霍温俱乐部，是中国球员迈向自由转会的重要一步。2011年，中国正式实施自由转会制度。

### 体能测试
中国足协曾经采用体能测试来作为运动员的注册标准。曾经采用的方法有12分钟跑和YOYO测试。一些著名足球运动员因未能通过体能测试而长时间缺席联赛甚至被迫退役，引起很大争议。2011年开始，体能测试正式取消。

### 外援球員
1994年，甲A联赛新增了最佳外援奖项，当年获得者为效力于上海申花的俄罗斯球员瓦洛嘉。1997年，北京国安队的巴拉圭球员冈波斯成为中国足球先生，他也因此重返巴拉圭国家队参加了法国世界杯，成为中国职业联赛中第一名参加世界杯的现役球员。1998年，大连万达引入1996年欧锦赛捷克国家队队长瓦茨拉夫·涅梅切克。2000年，巴拉圭的卡西亚诺成为甲A联赛的最佳射手。2003年，上海申花引入汉堡足球俱乐部队长约根·阿尔贝茨，甘肃天马引入前英格兰国脚保罗·加斯科因，不过前者获得了联赛冠军和中国足球先生，后者则因为许多问题很快离开了中国。
中国足协规定从2000赛季开始不许引进外援门将，在2004年限制中超比赛只能有两名外援同时出场，而2006年又重新执行最多可以同时注册四名外援，最多三名外援同时出场的规定。2009年，为了适应亚足联关于亚洲外援的规定，这一政策被进一步放宽到增加一名亚洲外援不受注册和上场限制。
但是怎樣都不會比歐洲足球或其他非足球聯賽一樣，有大量外援存在問題。

### 青少年球员培养
职业俱乐部成立以后，中国各地原有的由地方体委、足协投资和管理的青少年球员培养体制往往被俱乐部梯队所取代，由于没有成形的青少年足球赛事，而且青少年球员成为真正职业球员的比例低、时间长，所以俱乐部和地方足协往往并不重视这方面的投入。有些俱乐部甚至将整体出售青年梯队作为资金来源，诸如辽宁足球俱乐部的青年队就至少两次被整体出售，以此为班底先后成立了南京有有和安徽九方两支中甲球队。南京有有由于陷入了严重的资金短缺，拖欠球员薪水问题而被足协取消了注册资格；安徽九方则因为训练条件问题受到足管中心高层领导的点名批评而遗憾的退出中甲。
同时由于没有成熟的青少年赛事机制，青少年运动员水平无法得到充分体现，非足球的因素也就变得越重要。比如国脚李本舰就曾经解释自己十二岁就离开山东老家去广东踢球，是因为“家庭环境一般”，不像“有钱人家的孩子能轻易获得踢球的机会”。 而上海申花投资人朱骏在入主申花后也抨击足球梯队中通过“孝敬”获得机会的情况，在申花队禁止任何人给教练送礼，送一根烟都开除，只看重球员实力而不看有没有钱。

## 國家足協
1955年1月3日中国足球协会成立。

## 國家隊
1951年成立了中国国家足球队。1980年代以来，多次参加奥运会足球比赛和世界杯足球赛预选赛，但是只有两次成功晋级奥运会决赛阶段比赛和一次进入世界杯决赛阶段。